# ジャルジンスキー等式
ジャルジンスキー等式（ジャルジンスキーとうしき、英: Jarzynski equality）とは、非平衡仕事とヘルムホルツの自由エネルギーの間に成立する恒等式である。1997年にクリス・ジャルジンスキーによって発見され、熱力学第二法則を理解する上でも重要な鍵になるかもしれないと思われている。

## ジャルジンスキー等式
任意の操作に対して系にされる仕事{\displaystyle W}と操作の間のヘルムホルツの自由エネルギー変化{\displaystyle \Delta F}の間に以下で表される恒等式が存在する。
{\displaystyle \langle e^{-\beta W}\rangle =e^{-\beta \Delta F}}
ただし{\displaystyle \langle \quad \rangle }はアンサンブル平均、{\displaystyle \beta =1/kT}は初期の逆温度である。

## 特徴
- この等式は操作速度に依存しない等式である。
- この等式とイェンゼンの不等式から熱力学第二法則{\displaystyle \langle W\rangle \geq \Delta F}が導かれる。